# Típni to
Típni to (v anglickém originále Butt Out) je třináctý díl sedmé řady amerického animovaného televizního seriálu Městečko South Park.

## Děj
Do Southparské školy přijeli zástupci z protikuřácké kampaně, aby si pro děti připravili program, který informuje o nebezpečí kouření a nedopadne to zrovna nějak dobře. Stan, Kyle, Kenny a Cartman se rozhodnou, že nikdy nechtějí vyrůst a tak naopak s kouřením teprve chtějí začít.